# Matthias Matuschik

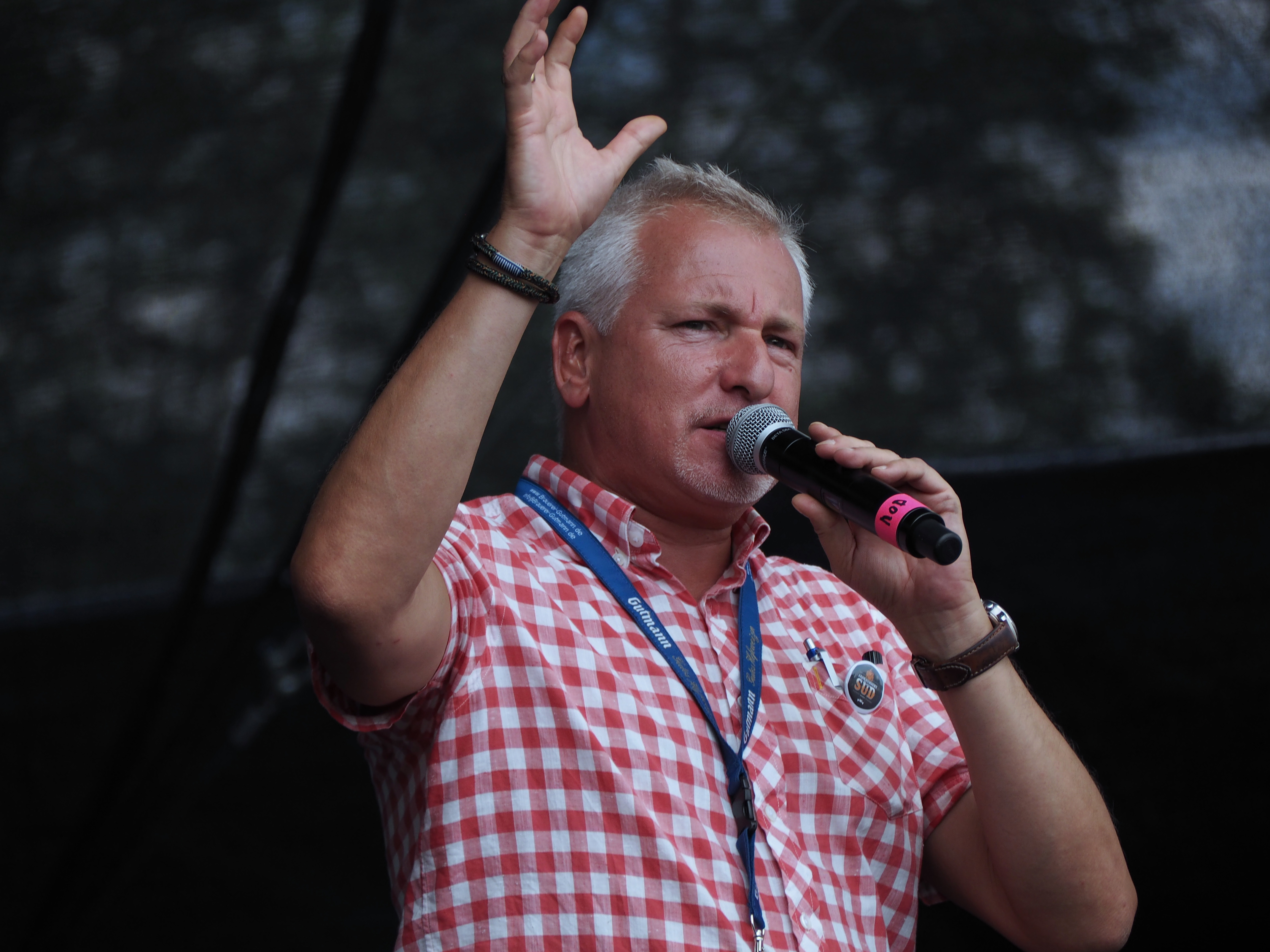
Matthias Matuschik als Moderator auf dem Jahrhundertsud-Festival 2016

Matthias Matuschik (* 8. Januar 1965 in Weiden in der Oberpfalz) ist ein deutscher Kabarettist und Hörfunkmoderator. Bis 2015 war er zudem regelmäßig als DJ auf Events tätig. Matuschik ist auch unter seinem Spitznamen Matuschke bekannt.

## Leben und Wirken
Matuschik begann seine Rundfunk-Karriere 1989 beim Privatsender Radio Ramasuri. Zwischen 1994 und 1998 war er Moderator bei SWF3, bevor er zu Bayern 3 wechselte. Hier moderierte er zunächst die Nachmittagssendung, bevor er eine eigene Abendsendung erhielt.
Nach einiger Zeit als Moderator der Morgensendung beim Ulmer Privatradio Donau 3 FM ist er seit 2007 wieder bei ARD-Hörfunkwellen zu hören.
Von April 2007 bis Oktober 2008 arbeitete er bei WDR 2. Hier moderierte er zunächst eine Personality-Show am Sonntagvormittag (Matuschik am Sonntag), ehe er seit Januar 2008 vorwiegend wochentags in den abendlichen Musiksendungen und in der Nacht zu hören war. Im selben Monat kehrte er zu Bayern 3 zurück, wo er zunächst in den Nächten auf Samstag und Sonntag mit der Bayern 3-Kultnacht auf Sendung war. Am 2. Oktober 2008 moderierte er letztmals den Musikclub auf WDR 2, seit dem 6. Oktober war er auf Bayern 3 Montag bis Donnerstag in seiner eigenen Abendshow Matuschke – Der andere Abend in Bayern 3 zu hören; die Bayern-3-Kultnacht lief seitdem nur noch in der Nacht auf Samstag. Ab Mai 2013 bis Ende Juli 2015 lief in der Nacht auf Samstag in Bayern 3 das Programm der BR-Jugendwelle Puls. Seit August 2015 läuft auf dieser Sendestrecke Bayern 3 – Die Nacht.
Oft sprach er während seiner Sendungen mit dem österreichischen Musikredakteur Wolfgang „Kerby“ Kerber. Diese Gespräche waren jedoch lediglich als Monologe „on Air“ (man hörte nur Matuschiks Stimme), da Kerby laut Matuschik sehr medienscheu sei und im Hintergrund arbeiten möchte. Im September 2020 schied Kerber aus der Sendung aus. Als Grund gab Matuschik an, dass sie sich „inhaltlich etwas auseinandergelebt“ haben.
Für den Deutschen Radiopreis 2011, dessen Verleihung am 8. September 2011 in Hamburg stattfand, war Matthias Matuschik in der Kategorie „Bester Moderator“ nominiert.
Seit 2013 ist Matuschik auch als Kabarettist unterwegs: nach dem ersten erfolgreichen Programm Heilige Scheiße ging er 2014 auch mit seiner BR-Kollegin Susanne Rohrer auf Tour (Wir müssen reden). Im Herbst 2015 feierte sein neuestes Satireprogramm Premiere: Entartete Gunst.
Matuschik setzt sich gegen Rassismus und Faschismus ein. So übernahm er für die Realschule Kemnath bei „Schule ohne Rassismus – Schule mit Courage“ die Patenschaft und bestärkte deren Schüler darin, „tolerant [zu sein] gegenüber allem, was [ihnen] fremd ist“. 2015 störte er eine Veranstaltung der rechtsextremen Splitterpartei Die Rechte, indem er spontan Gegendemonstranten und Passanten zum Niedersingen der Neonazis unter Philipp Hasselbach animierte. Kurz darauf moderierte er unentgeltlich ein Flüchtlingsfest in der Bayernkaserne. Im gleichen Jahr zog er sich allerdings auch Kritik zu, als er Raucherzonen mit antisemitischen Zwangsmaßnahmen gleichsetzte. Matuschik berief sich nach Kritik auf ein einstudiertes Kabarettstück, welches Satire darstellen solle.
Bei der Landtagswahl in Bayern 2018 trat Matuschik für die Kleinpartei mut im Stimmkreis Würzburg-Stadt an und erhielt dort 0,9 % der Erststimmen, womit er deutlich über dem bayernweiten Ergebnis der Partei von 0,3 % lag. Im Wahlkampf kritisierte er die Flüchtlingspolitik der Bayerischen Staatsregierung in scharfer Form.
Im Februar 2021 gab Matuschik auf Bayern 3 seiner Hoffnung Ausdruck, dass die südkoreanische Boygroup BTS, die er als „kleine Pisser“ bezeichnete, für ihre von ihm als „Gotteslästerung“ betrachtete Coverversion des Coldplay-Hits Fix You die nächsten 20 Jahre in Nordkorea „Urlaub machen“ würde, und fühlte sich durch das Bandnamenskürzel BTS an den Erreger der Atemwegserkrankung SARS erinnert. Die Anhängerschaft von BTS sah darin Rassismus, was einen Shitstorm gegen Matuschik auslöste, über den auch vor dem Hintergrund coronabezogener antiasiatischer Xenophobie national und international berichtet wurde. Bayern 3 distanzierte sich unter Hinweis auf Matuschiks antifaschistisches und antirassistisches Engagement von jeder Form des Rassismus und veröffentlichte seine Entschuldigungs-Stellungnahme.
Im Mai 2021 gab Bayern 3 die Absetzung von Matuschke – Der andere Abend in Bayern 3 bekannt, da es schon längere Zeit Pläne zur Erneuerung des Abendprogramms gegeben habe. Stattdessen startete Matuschik Ende Juni 2021 seinen eigenen Podcast, der ein- bis zweimal pro Monat erscheint. In Fasten your Lederhosn befasst er sich mit der gegenwärtigen bayerischen Musikszene. Zudem sollte Matuschik Bayern 3 redaktionell erhalten bleiben.
Von Januar 2022 bis Ende 2024 moderierte er neben seiner Tätigkeit bei Bayern 3 beim luxemburgischen Internetradiosender Radio-C.
Mitte Juli 2022 kehrte Matuschik ans Bayern 3-Mikrofon zurück und moderiert dort seitdem Die Nacht.
Seit Februar 2025 moderiert er beim Radiosender "Feelgood.fm".

## Singles
- 2001: So What’s New? (mit Hugo Strasser und den Bananafishbones)

## Kabarett Soloprogramm
- 2013: Heilige Scheiße (DVD)
- 2015: Wir müssen reden (Duo-Programm mit Susanne Rohrer)
- 2015: Entartete Gunst
- 2018: Gerne wider